# I. e. 421
Évszázadok: i. e. 6. század – i. e. 5. század – i. e. 4. század
Évtizedek: i. e. 470-es évek – i. e. 460-as évek – i. e. 450-es évek – i. e. 440-es évek – i. e. 430-as évek – i. e. 420-as évek – i. e. 410-es évek – i. e. 400-as évek – i. e. 390-es évek – i. e. 380-as évek – i. e. 370-es évek
Évek: i. e. 426 – i. e. 425 – i. e. 424 – i. e. 423 –  i. e. 422 – i. e. 421 – i. e. 420 – i. e. 419 – i. e. 418 – i. e. 417 – i. e. 416

## Események

### Görögország
Az athéni Nikiasz, az arisztokraták pártjának vezetője és Pleisztoanax spártai király megköti Nikiasz békéjét, amellyel ideiglenesen véget vetnek a peloponnészoszi háborúnak. A felek visszatértek a háború előtti helyzethez, a meghódított területek, városok nagy részét visszaszolgáltatták. A békét ötven évre kötötték, de az ellenségeskedés i.e. 418-ban kiújult. Spárta szövetségesei közül Boiótia, Korinthosz, Élisz és Megara nem fogadja el a megállapodást. Athénban a háborús párt vezére, Alkibiadész spártaellenes szövetséget szervez Argosz, Mantineia és Élisz részvételével.

### Itália
- a szamniszok elfoglalják a legészakibb itáliai görög kolóniát, Cumaet.
- Rómában consulok: Numerius Fabius Vibulanus és Titus Quinctius Capitolinus Barbatus.

## Kultúra
- Elkezdődik a kariatidákból álló oszlopcsarnokáról ismert Erekhtheion építése az athéni Akropoliszon.
- Bemutatják Arisztophanész A béke c. komédiáját.

## Fordítás
- Ez a szócikk részben vagy egészben  a(z)   421 BC című angol Wikipédia-szócikk ezen változatának fordításán alapul.  Az eredeti cikk szerkesztőit annak laptörténete sorolja fel. Ez a jelzés csupán a megfogalmazás eredetét és a szerzői jogokat jelzi, nem szolgál a cikkben szereplő információk forrásmegjelöléseként.